# Ціцікар
Ціціка́р — місто в північно-східній частині Китаю на річці Нуньцзян, провінція Хейлунцзян.

## Географія
Місто межує з Даціном на півдні, містом Суйхуа на південному сході, містом Хейхе на північному сході, містом Хулунбуїр та аймаком Хінган (Внутрішня Монголія) на заході та містом Байчен в провінції Цзілінь на південному заході. Розташована в західній частині рівнини Соннен. Муніципальний уряд розташований у районі Цзяньхуа.  

### Клімат
Місто знаходиться у зоні, котра характеризується вологим континентальним кліматом зі спекотним літом. Найтепліший місяць — липень із середньою температурою 22,8 °C (73 °F). Найхолодніший місяць — січень, із середньою температурою -17,8 °С (0 °F).
| Клімат Ціцікара         | Клімат Ціцікара | Клімат Ціцікара | Клімат Ціцікара | Клімат Ціцікара | Клімат Ціцікара | Клімат Ціцікара | Клімат Ціцікара | Клімат Ціцікара | Клімат Ціцікара | Клімат Ціцікара | Клімат Ціцікара | Клімат Ціцікара | Клімат Ціцікара |
| Показник                | Січ.            | Лют.            | Бер.            | Квіт.           | Трав.           | Черв.           | Лип.            | Серп.           | Вер.            | Жовт.           | Лист.           | Груд.           | Рік             |
| Абсолютний максимум, °C | 2               | 3               | 22              | 30              | 35              | 38              | 36              | 37              | 30              | 26              | 12              | 6               | 38              |
| Середній максимум, °C   | −13             | −8              | 1               | 11              | 20              | 25              | 27              | 25              | 19              | 10              | −1              | −10             | 8               |
| Середня температура, °C | −18             | −13             | −3              | 6               | 14              | 20              | 22              | 21              | 14              | 5               | −6              | −15             | 3               |
| Середній мінімум, °C    | −23             | −19             | −10             | 0               | 8               | 15              | 18              | 16              | 9               | 0               | −11             | −19             | −1              |
| Абсолютний мінімум, °C  | −36             | −32             | −25             | −10             | −2              | 7               | 11              | 7               | −2              | −13             | −25             | −33             | −36             |
| Норма опадів, мм        | 0               | 0               | 0               | 10              | 30              | 60              | 120             | 90              | 40              | 10              | 0               | 0               | 420             |
| ----------------------- | --------------- | --------------- | --------------- | --------------- | --------------- | --------------- | --------------- | --------------- | --------------- | --------------- | --------------- | --------------- | --------------- |
| Джерело: Weatherbase    |                 |                 |                 |                 |                 |                 |                 |                 |                 |                 |                 |                 |                 |

## Адміністративний поділ
Міський округ поділяється на 7 районів, 1 місто і 8 повітів:
| Карта | Карта        | Карта            | Карта            |
| --- | ------------ | ---------------- | ---------------- |
| Лунцзян ① Тайлай Ганьнань ② ③ ④ ⑤ ⑥ Мейліси- · Даур Фуюй Нехе Їань Кешань Байцюань Кедун ① Няньцзишань ② Хулан-Ергі ③ Ан'ансі ④ Лунша ⑤ Цзяньхуа ⑥ Тєфен |              |                  |                  |
| Статус | Назва        | Оригінал         | Населення (2020) |
| Район | Ан'ансі      | 昂昂溪区         | 67 824           |
| Район | Лунша        | 龙沙区           | 355 849          |
| Район | Няньцзишань  | 碾子山区         | 56 553           |
| Район | Тєфен        | 铁锋区           | 271 372          |
| Район | Хулан-Ергі   | 富拉尔基区       | 197 424          |
| Район | Цзяньхуа     | 建华区           | 332 566          |
| Етнічний район | Мейліси-Даур | 梅里斯达斡尔族区 | 125 399          |
| Місто | Нехе         | 讷河市           | 436 906          |
| Повіт | Байцюань     | 拜泉县           | 282 019          |
| Повіт | Ганьнань     | 甘南县           | 288 203          |
| Повіт | Їань         | 依安县           | 353 872          |
| Повіт | Кедун        | 克东县           | 156 983          |
| Повіт | Кешань       | 克山县           | 255 041          |
| Повіт | Лунцзян      | 龙江县           | 414 285          |
| Повіт | Тайлай       | 泰来县           | 249 153          |
| Повіт | Фуюй         | 富裕县           | 224 040          |

## Історія
Поселення засноване монголами в 1333 р. У XVII столітті, в роки московсько-цінського прикордонного конфлікту значення цього розташованого в зручному місці поселення різко зросла: в розташованому поруч Буку (卜奎) в 1665 році була заснована поштова станція, а в 1674 році селище Ціціхе стало центром гарнізону. У 1675 сюди підійшли війська, озброєні вогнепальною зброєю, а у 1691 році в Буку було побудовано укріплення. У 1699 році сюди була перенесена ставка Хейлунцзянського цзянцзюня; одночасно для управління прилеглими землями був призначений фудутун, ставка якого також розмістилася тут. У зв'язку з незручністю розташування всі військові частини згодом були переведені з Ціціхе в Букуй, однак при цьому з ними на Букуй перейшло і назва «Ціціхе» («Ціцікар»).

## Економіка
Великий транспортний вузол. Виробництво промислового устаткування, транспортних засобів, верстатів, спецсталей; деревообробна, целюлозно-паперова, борошномельна, цукрова промисловості.

## Міста-побратими
- Маріуполь